# Acalypha peckoltii
Acalypha peckoltii är en törelväxtart som beskrevs av Johannes Müller Argoviensis. Acalypha peckoltii ingår i släktet akalyfor, och familjen törelväxter. Inga underarter finns listade i Catalogue of Life.